# Győrfi Alen
Győrfi Alen (Szabadka, 1989. november 6. –) gyorsaságimotor-versenyző. Nyolcéves kora óta motorozik, tizenkét éves korától indul versenyeken.
Több Alpok-Adria futamot nyert, 2007-ben kategóriájában Európa-bajnok lett.

## Főbb eredményei
2004
- Alpok-Adria Bajnokság 6. helyezett

2005
- Alpok-Adria Bajnokság 2. helyezett
- Európa-bajnokság 26. helyezett

2006
- Alpok-Adria Bajnokság Bajnok
- Európa-bajnokság 9. helyezett

2007
- Európa-bajnokság Bajnok

### Gyorsasági Motoros Világbajnokság statisztika
| Év   | Kat.    | Csapat                      | Motor    | Helyezés | Versenyek száma | Pont | Győzelem | Dobogó | Pole pozíciók | Leggyorsabb körök |
| ---- | ------- | --------------------------- | -------- | -------- | --------------- | ---- | -------- | ------ | ------------- | ----------------- |
| 2007 | 125 cm³ | SuperBike Gyorsasági M.S.E. | Honda RS | -        | 2               | 0    | 0        | 0      | 0             | 0                 |

## Külső hivatkozások
Alen honlapja